# Paraclius sarcionoides
Paraclius sarcionoides är en tvåvingeart som beskrevs av Robinson 1975. Paraclius sarcionoides ingår i släktet Paraclius och familjen styltflugor.
Artens utbredningsområde är Dominica. Inga underarter finns listade i Catalogue of Life.